# Memoriał Braci Znamieńskich 2009
Memoriał Braci Znamieńskich 2009 – mityng lekkoatletyczny, który odbył się w mieście Żukowski koło Moskwy 5 lipca 2009. Zawody zaliczane do cyklu World Athletics Tour posiadały rangę Area Permit Meetings.

## Rezultaty

### Mężczyźni
| Konkurencja    | 1. miejsce                 | 1. miejsce | 2. miejsce             | 2. miejsce | 3. miejsce       | 3. miejsce |
| -------------- | -------------------------- | ---------- | ---------------------- | ---------- | ---------------- | ---------- |
| 100 m          | Kim Collins                | 10,27      | Matic Osovnikar        | 10,54      | Aleksandr Wołkow | 10,63      |
| 400 m          | Konstantin Swieczkar       | 46,08      | Aleksandr Dieriewiagin | 46,24      | Dmitrij Buriak   | 46,35      |
| 800 m          | Jurij Borzakowski          | 1:46,48    | Jurij Koldin           | 1:47,55    | Reuben Bet       | 1:47,73    |
| Skok o tyczce  | Maksym Mazuryk Igor Pawłow | 5,37       |                        |            |                  |            |
| Trójskok       | Momcził Karailiew          | 17,18      | Dzmitryj Dziacuk       | 16,78      | Wiktor Jastrebow | 16,71      |
| Pchnięcie kulą | Andrej Michniewicz         | 20,61      | Paweł Sofin            | 19,87      | Maksim Sidorow   | 19,57      |

### Kobiety
| Konkurencja        | 1. miejsce           | 1. miejsce | 2. miejsce            | 2. miejsce | 3. miejsce               | 3. miejsce |
| ------------------ | -------------------- | ---------- | --------------------- | ---------- | ------------------------ | ---------- |
| 200 m              | Julija Kacura        | 23,14      | Julia Guszczina       | 23,16      | Natalia Rusakowa         | 23,31      |
| 400 m              | Antonina Kriwoszapka | 50,51      | Anastazja Kapaczinska | 51,49      | Natalija Pyhyda          | 51,97      |
| 800 m              | Maria Sawinowa       | 1:59,72    | Tatiana Andrianowa    | 2:02,61    | Julija Rusanowa          | 2:02,63    |
| 100 m przez płotki | Anastasija Sołowiewa | 13,06      | Tatjana Pawlij        | 13,23      | Jekatierina Sztiepa      | 13,38      |
| 400 m przez płotki | Hanna Titimeć        | 56,72      | Kou Luogon            | 56,94      | Olga Adamowicz           | 57,00      |
| Skok wzwyż         | Anna Cziczerowa      | 1,91       | Irina Gordiejewa      | 1,91       | Aleksandra Szamsutdinowa | 1,88       |
| Skok w dal         | Naide Gomes          | 6,62       | Olga Bałajewa         | 6,34       | Tatjana Wojkina          | 6,27       |
| Rzut oszczepem     | Marija Abakumowa     | 64,32      | Monica Stoian         | 59,23      | Marija Jakowienko        | 57,47      |